# 蘇爾特攻勢 (2016年)
2016年蘇爾特攻勢是利比亞民族團結政府在蘇爾特省展開的軍事行動，以收復被伊斯兰国武裝分子佔據的地區。

## 攻勢

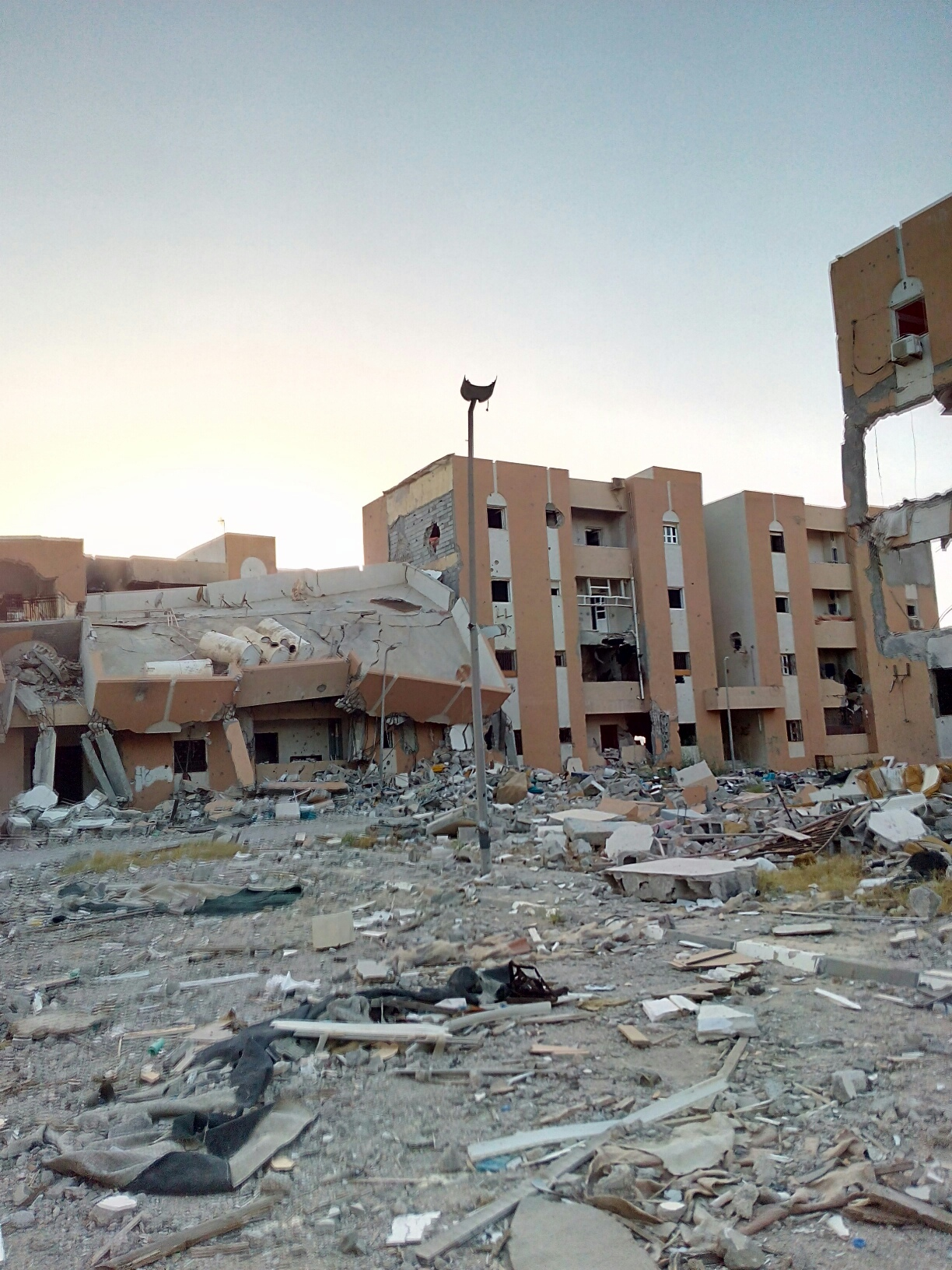
蘇特 (2017).

蘇爾特攻勢於2016年5月12日展開。5月16日，政府軍收復阿布古来恩。5月17日，政府軍進抵距離蘇爾特將近50公里處。
5月19日，一名伊斯蘭國自殺炸彈客在蘇爾特以西90公里處襲擊政府軍，30名士兵喪生，50人傷。
5月後期，親政府部隊攻佔鄰近蘇爾特市的多個地點，包括蘇爾特發電站。石油設施守備隊也在蘇爾特的東部前線發起行動，攻佔Bin Jawad和Noufiliyah。
6月4日，政府軍攻佔蘇爾特市以南的Ghardabiya空軍基地。伊斯蘭國於次日奪回該基地。
6月8日，政府軍在攻佔蘇爾特市西郊一條橋後首度攻入該市。
6月10日，政府軍攻佔蘇爾特兩個兵營、一條橋和一個十字路口。利比亞海軍封鎖了蘇爾特的海岸，阻止伊斯蘭國武裝分子從海路逃走。6月12日，政府軍控制了蘇爾特的港口和機場，以及東面的一個住宅區。伊斯蘭國武裝分子以狙擊手阻止政府軍推進，並且以一浪接一浪的自殺炸彈客襲擊政府軍。
6月13日，政府軍抵達市中心附近的住宅區後，進展速度慢了下來。6月16日有10名士兵於一次自殺炸彈襲擊中喪生。有6名士兵於另一行動中遇襲喪生。
政府軍在6月21日的進攻中有39人喪生，140人傷。政府軍撤出港口，但是仍然控制進出港口的道路。
6月28日，英軍特殊舟艇隊在蘇爾特附近與伊斯蘭國武裝分子進行一場歷時30分鐘的槍戰，20至30名武裝分子被擊斃。
7月2日，政府軍攻佔市中心，或至少攻佔了市中心的一部分，港口也再次落入政府軍手中。
7月15日在瓦加杜古中心（Ouagadougou Centre）一帶的戰鬥造成政府軍21人喪生，139人傷。約10日後，政府軍攻佔伊斯蘭國在蘇爾特最大的炸彈工廠，也攻佔了安全總部。
8月10日，政府軍攻佔伊斯蘭國在蘇爾特的總部瓦加杜古中心。
到2016年10月底，據報在蘇爾特的伊斯蘭國武裝分子只剩下約100人。至11月中，伊斯蘭國的控制區只剩下約1平方公里。大約400名伊斯蘭國武裝分子於攻勢開始後成功逃離蘇爾特，在政府軍後方發動襲擊。到11月22日，蘇爾特的武裝分子仍佔據數十座房屋負隅頑抗。
自2016年8月1日起，美國向蘇爾特的伊斯蘭國武裝分子進行了至少495次空襲。2016年12月6日，伊斯蘭國在蘇爾特的最後據點被政府軍攻克。